# Enemies (Buffy the Vampire Slayer)
Enemies es el decimoséptimo episodio de la tercera temporada de Buffy the Vampire Slayer.

## Argumento
Buffy y Faith se encuentran con un demonio que les ofrece, a cambio de 5.000 dólares, los libros de la "ascensión", cosa de la que no saben nada más que el alcalde es el que quiere llevarla a cabo. Buffy irá a informar a la Scooby-Bang, mientras que Faith avisará al alcalde, y ella misma se presentará al día siguiente a la casa del demonio para quitarle la vida y llevarse los libros sobre la Ascensión.
Faith y el alcalde Wilkins deciden quitarle el alma a Ángel para que vuelva a ser malo y se una a ellos. Para ello, Faith intentará seducirlo para darle el momento de felicidad que Ángel necesita para perder su alma, pero él no se deja persuadir. Aun así, Buffy les ve juntos.
Al fallar el plan que tenían, el alcalde y Faith invocan a un demonio para que le quite el alama a Ángel. Faith lo consigue y lleva a Ángel ante el alcalde. Más tarde los dos se dirigen a buscar a Buffy para matarla, engañándola al decirle que tienen los libros en la cripta de Ángel.
Cuando llegan, Faith y Angelus encadenan a Buffy y la cazadora oscura la quiere torturar, hasta que dice que es muy buena actriz, a lo que Angelus dice "Después de mí". Allí se descubre que todo era una trampa de Buffy y Ángel para descubrir más cosas sobre la ascensión por parte de Faith, quien momentos antes había confesado que se haría el día de la graduación. Buffy y Ángel consiguieron, así, descubrir que Faith se había pasado al otro bando.
En la biblioteca se descubre que el demonio al que había llamado el alcalde era amigo de Giles, y como el bibliotecario y vigilante había ayudado al demonio a conocer a su actual mujer, él aceptó para hacerle el favor de hacer todo el teatro de "quitarle el alma a Ángel". Así quedarían en paz.

## Reparto

### Personajes principales
- Sarah Michelle Gellar como Buffy Summers.
- Nicholas Brendon como Xander Harris.
- Alyson Hannigan como Willow Rosenberg.
- Charisma Carpenter como Cordelia Chase.
- David Boreanaz como Angelus.
- Seth Green como Oz.
- Anthony Stewart Head como Rupert Giles.

### Apariciones especiales
- Kristine Sutherland como Joyce Summers.
- Harry Groener como Alcalde Richard Wilkins.
- Alexis Denisof como Wesley Wyndam-Pryce.
- Michael Manasseri como Horned Demon Skyler.
- Gary Bullock como Brujo.
- Eliza Dushku como Faith Lehane.